# سحر كي
السحر كي Magick بالمفهوم الواسع هو أي فعل مقصود مع إحداث تغيير مقصود. وضع حرف كي "k" أعيد إحياؤه في أوائل القرن العشرين من قبل ألستر كرولي عندما جعله مكونا أساسيا من منظومته الغامضة للثيليما.